# Мутин собачий
Мутин собачий (Mutinus caninus) — вид грибів роду мутин (Mutinus). Сучасну біномінальну назву надано у 1849 році.

## Будова

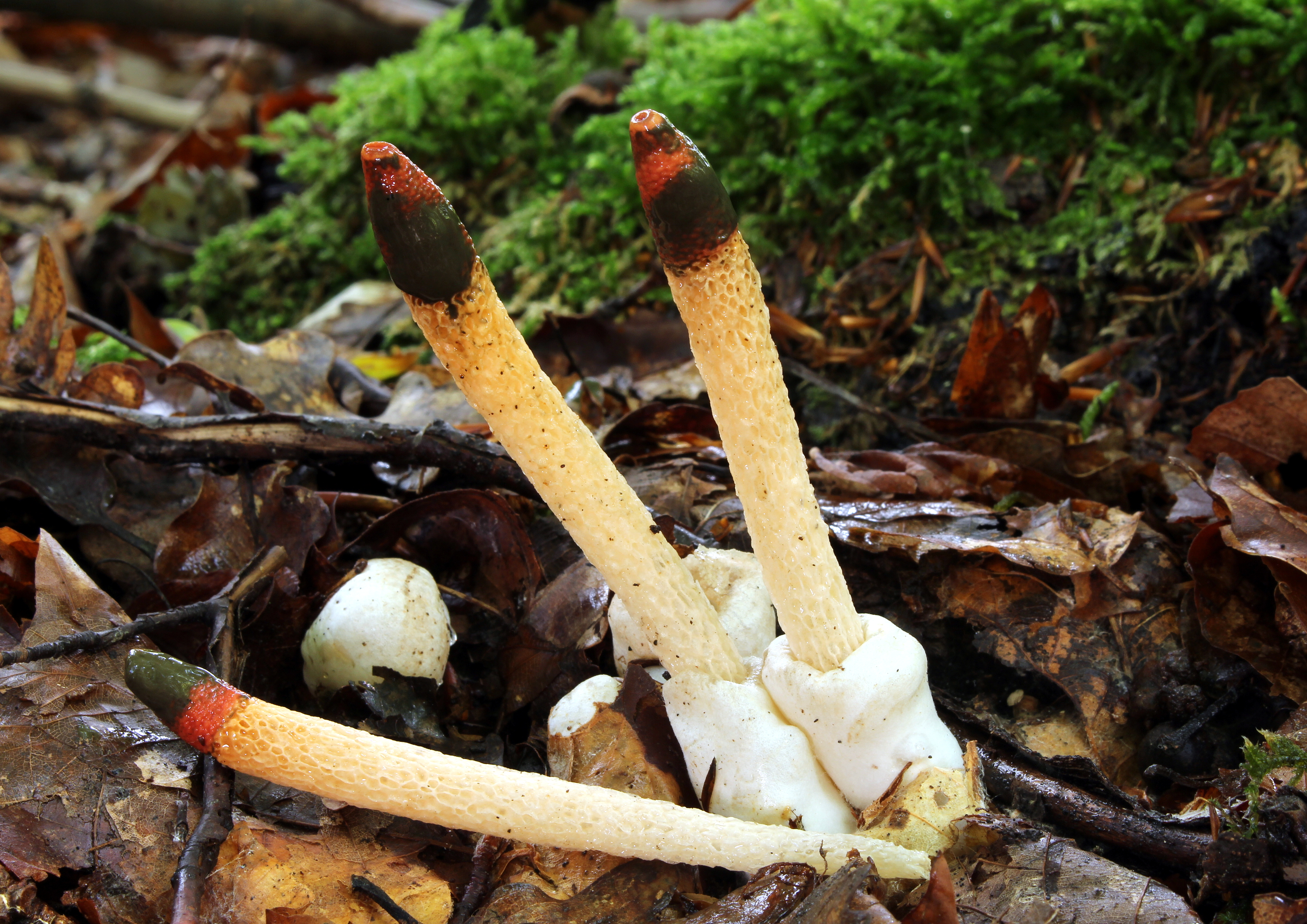
Зрілі плодові тіла

Біле чи жовтувате молоде яйцеподібне плодове тіло 2 см в діаметрі, що згодом видовжується до 4–5 см. Воно складається з глеби та губчастої й порожнистої рецептакули, що оточені щільним перидієм. Під час дозрівання рецептакул витягується і прориває перидій, який зберігається біля основи плодового тіла у зрілого гриба. Розмір білого чи блідо-жовтого вузькоциліндричного плодового тіла 5,5–12×0,8–1,2 см. Воно увінчане конусоподібною червоною голівкою, що вкрита темнооливковим спороносним слизистим шаром з неприємним запахом.

## Життєвий цикл
Плодові тіла з'являються у червні–жовтні. Спори розносяться комахами.

## Поширення та середовище існування
Росте в Євразії, Північній Америці. Зустрічається в лісових регіонах України та рідше в степу.

## Практичне використання
Є відомості, що гриб у молодому стані (яйцеподібному) їстівний.

## Галерея

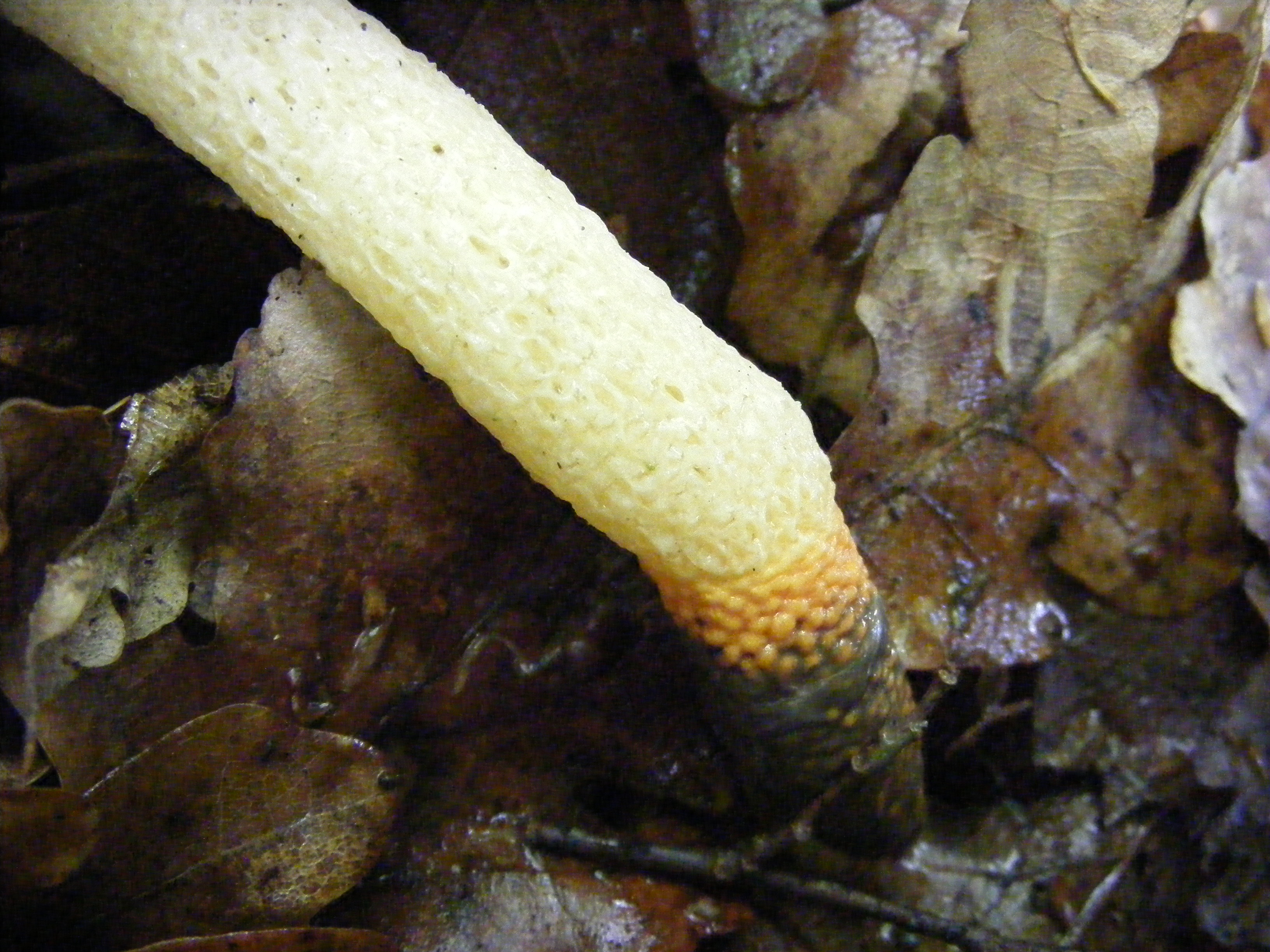
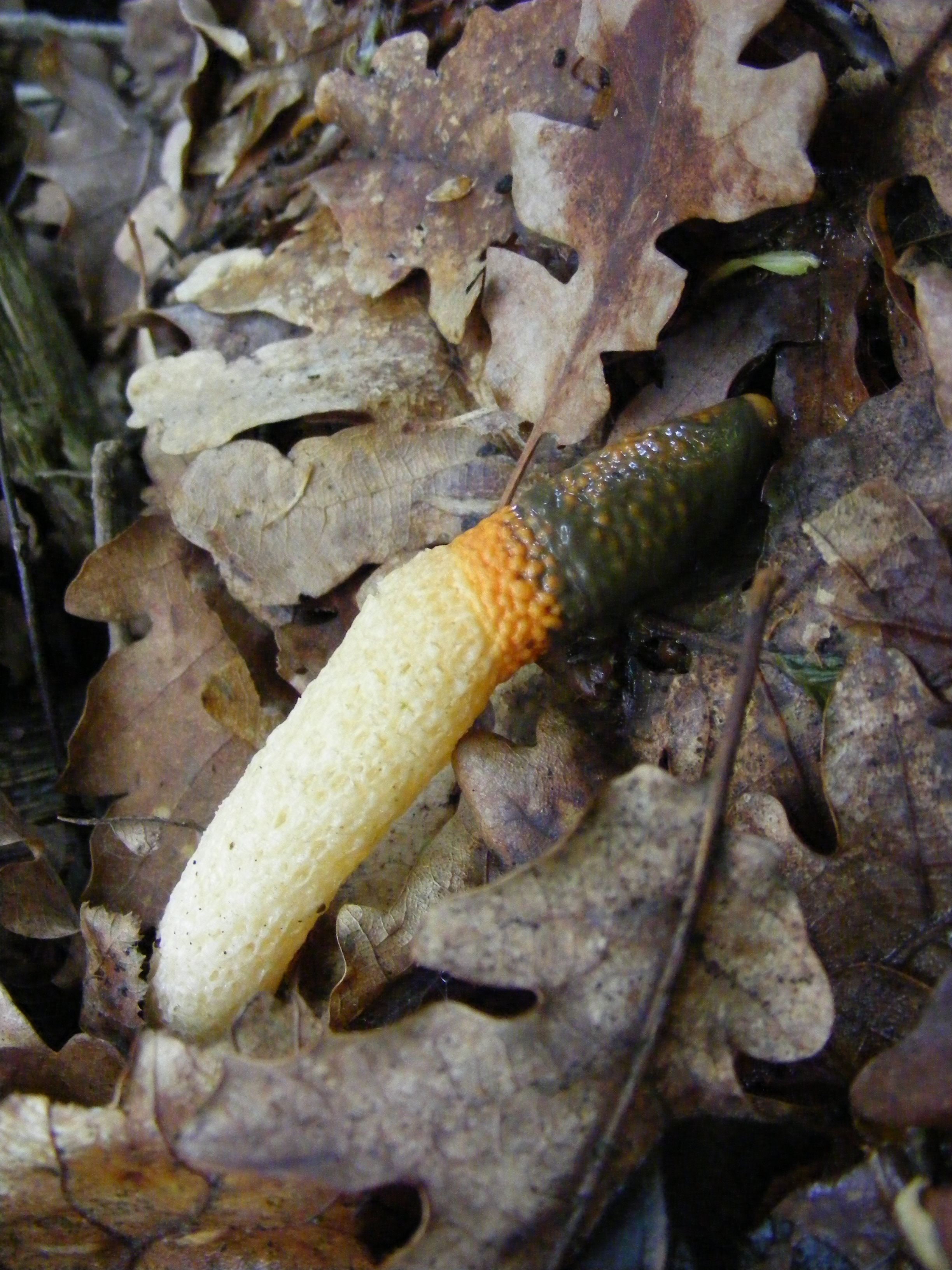
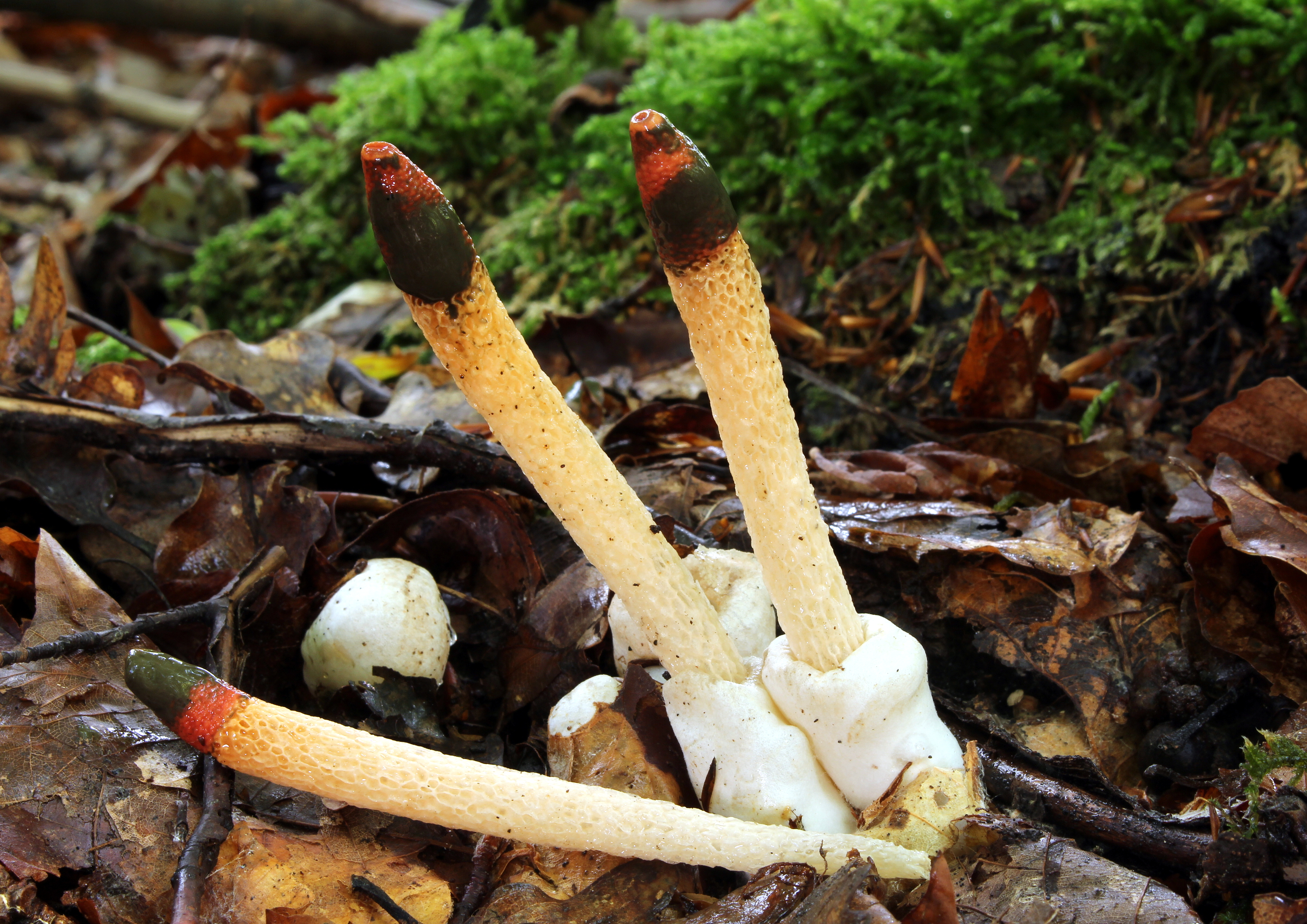
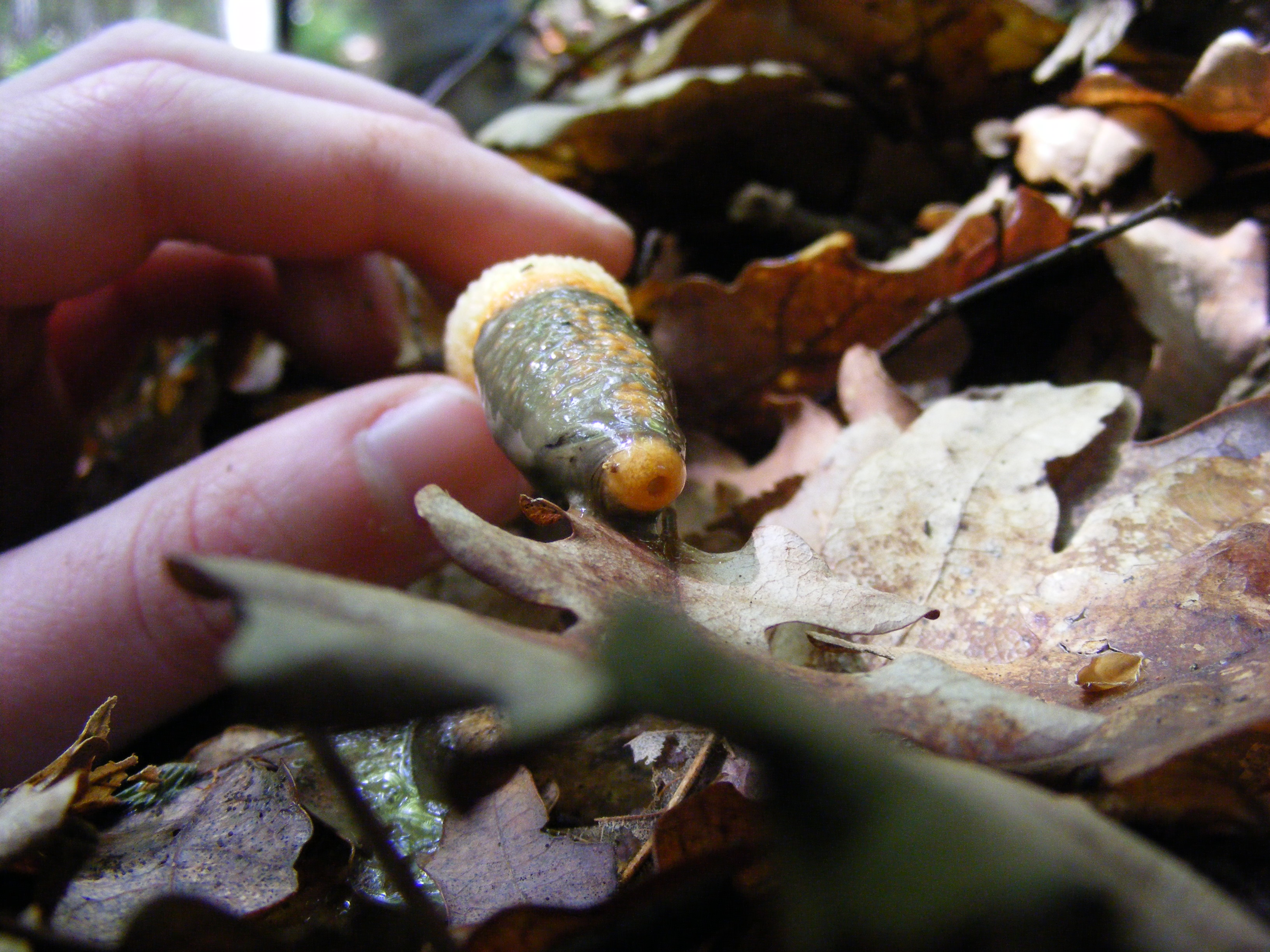
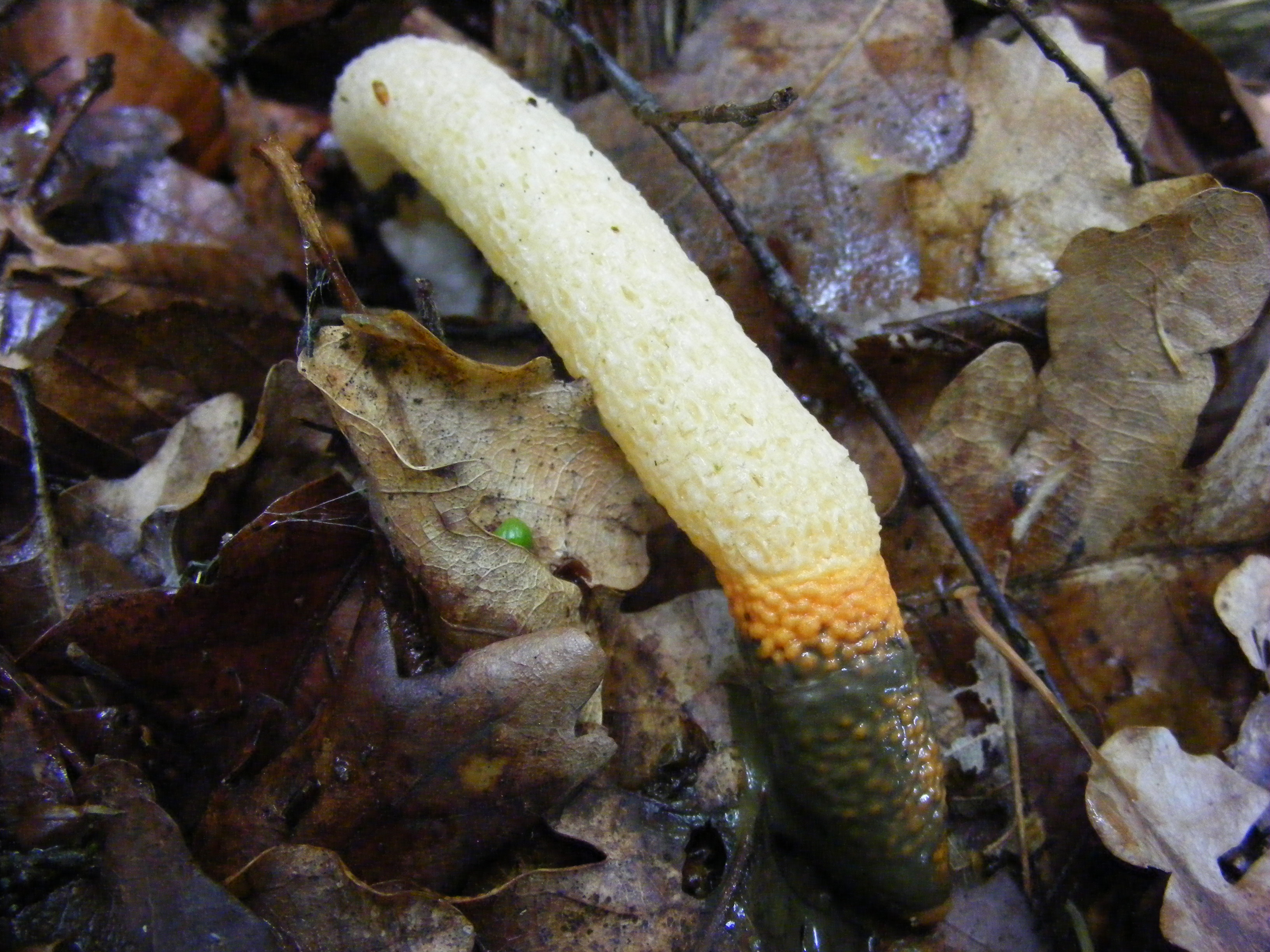
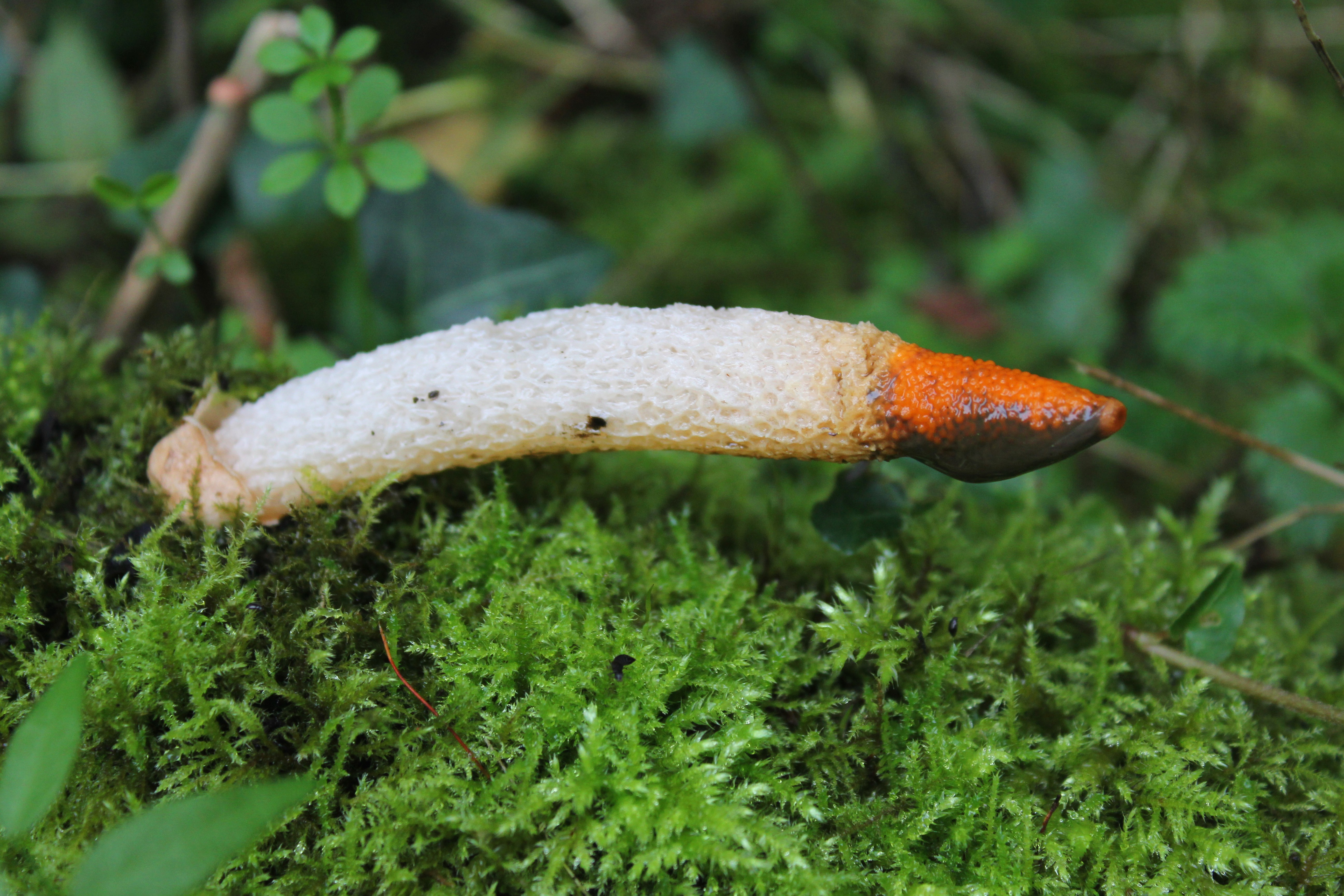
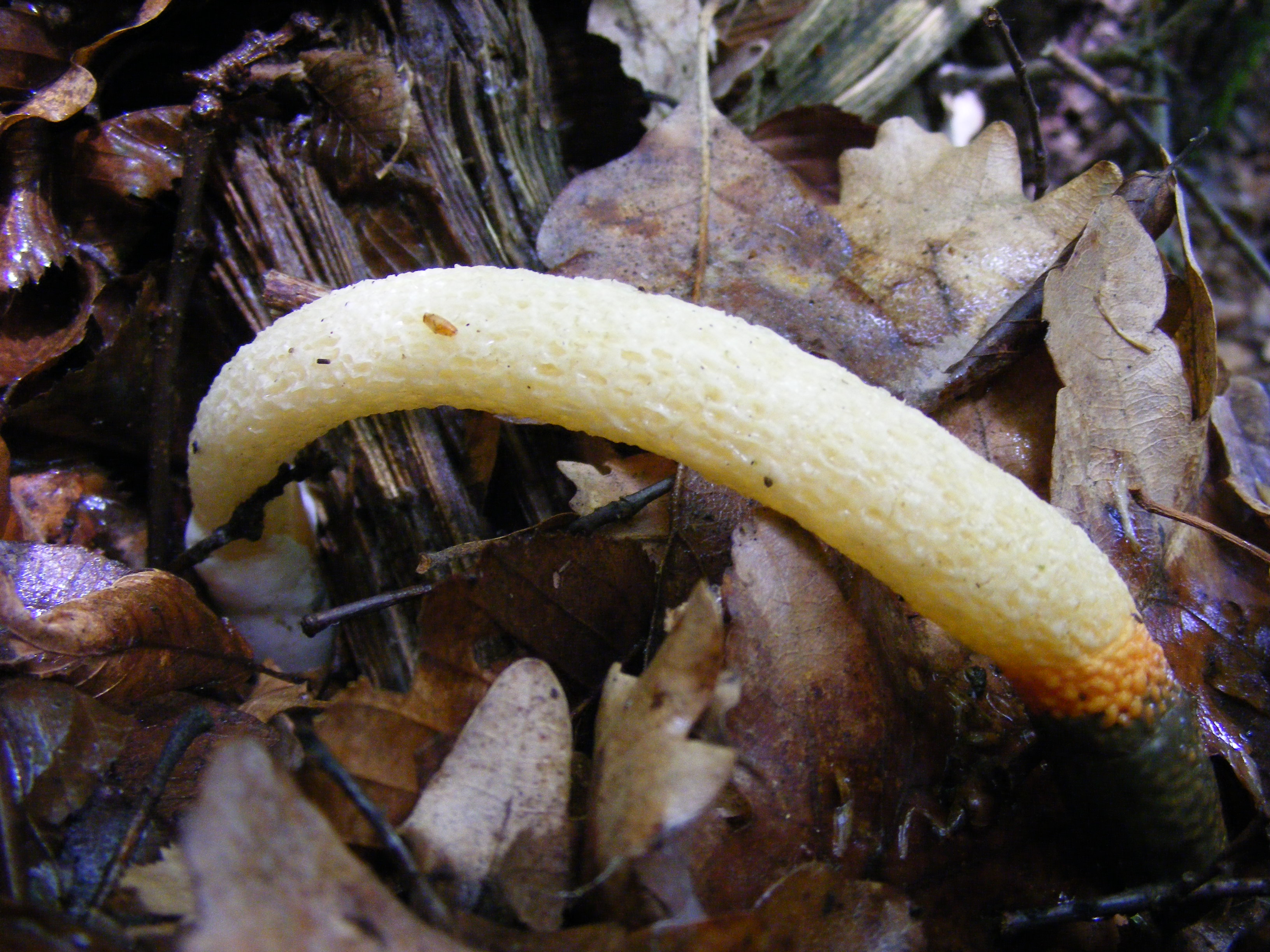

## Природоохоронний статус
Включений до третього видання Червоної книги України (2009 р.). Охороняється на території Канівського природного заповідника та природного заповідника «Медобори».